# John Sieg

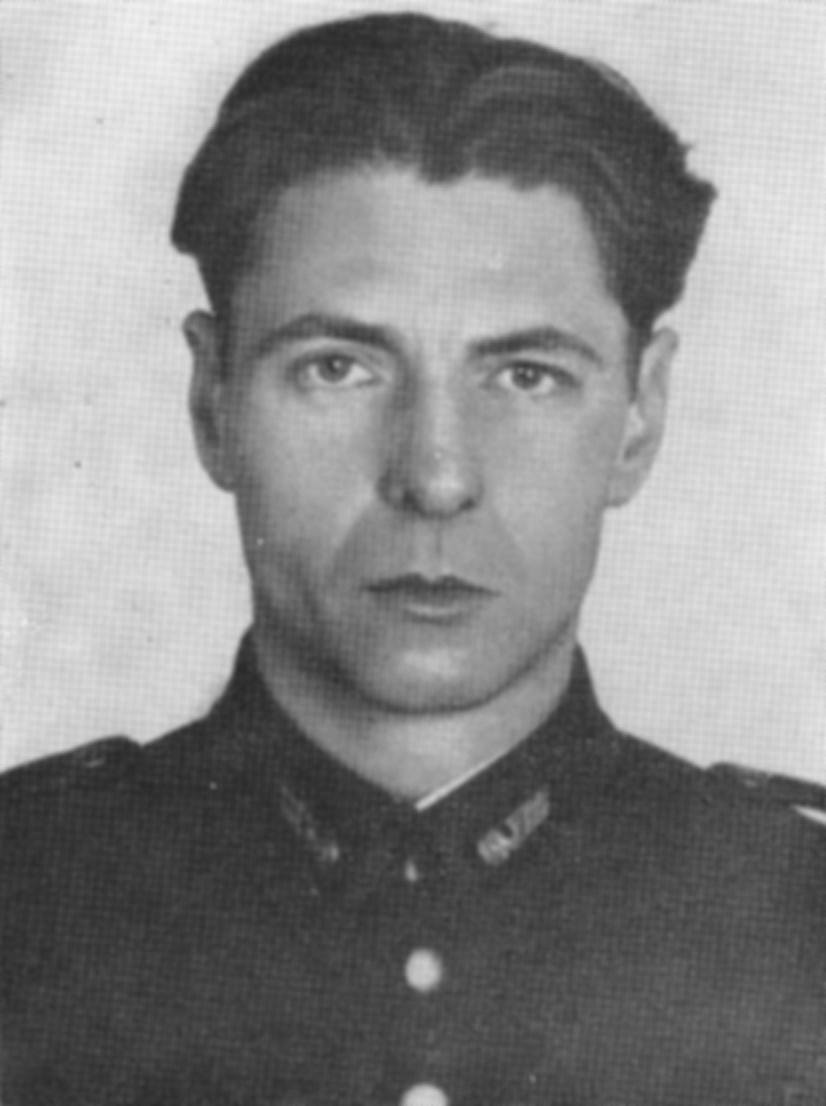
Foto John Siegs nach seiner Verhaftung 1942

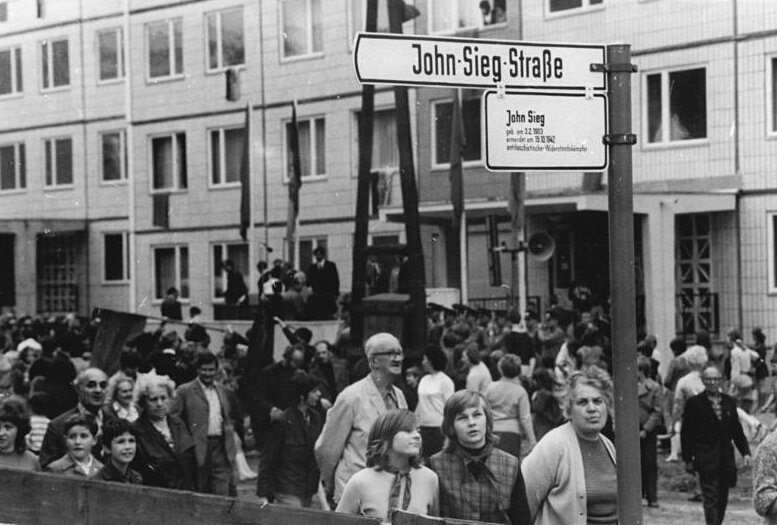
Benennung der Straße in Berlin-Lichtenberg nach John Sieg, Juni 1972

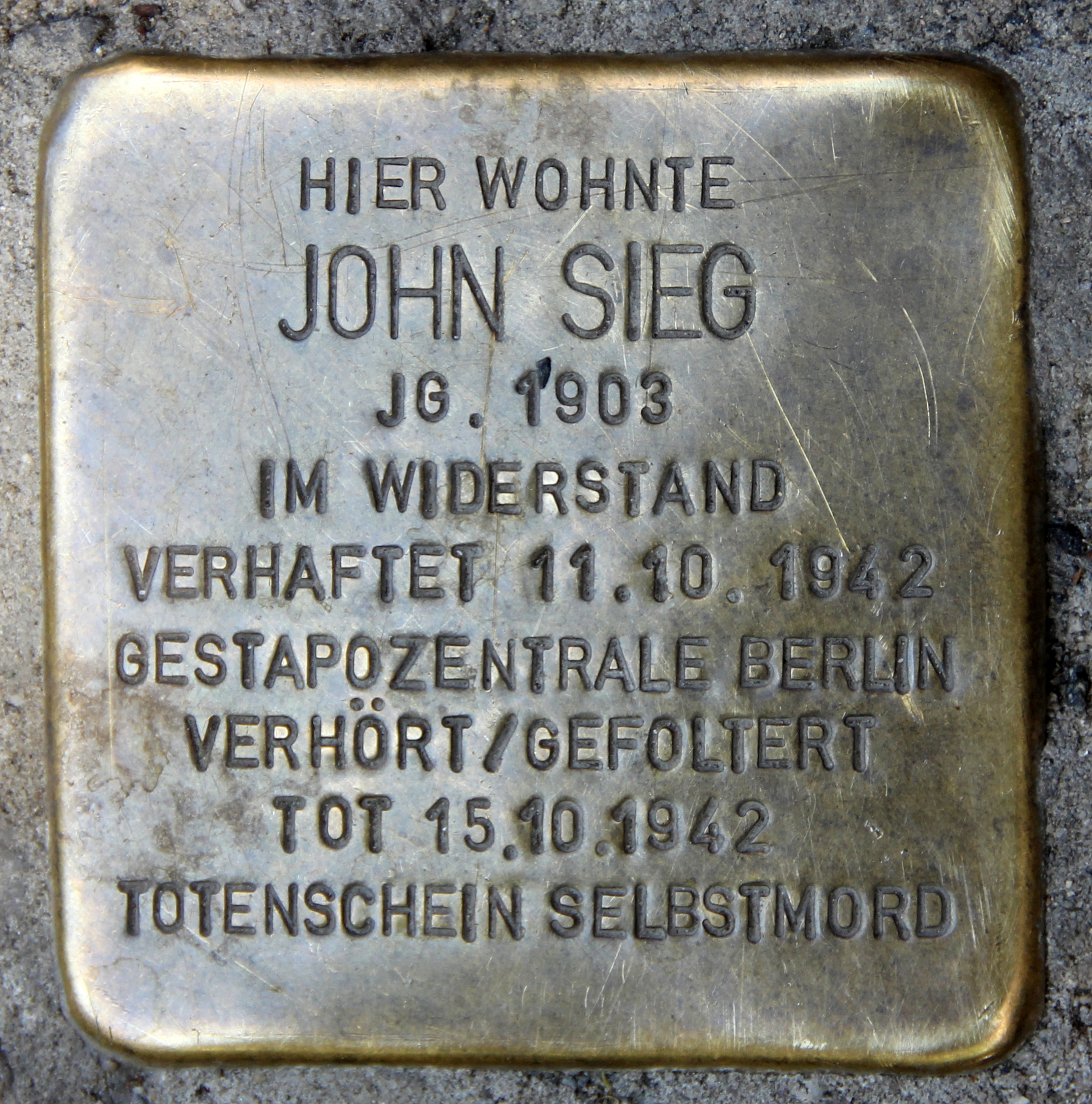
Stolperstein, Jonasstraße 5a, in Berlin-Neukölln

John Sieg (* 3. Februar 1903 in Detroit, USA; † 15. Oktober 1942 in Berlin; Pseudonym Siegfried Nebel) war ein amerikanisch-deutscher Journalist und Widerstandskämpfer gegen den Nationalsozialismus in Deutschland. Er gehörte zum Kern der „Roten Kapelle“.

## Leben
John Sieg wurde in den USA geboren, lebte jedoch ab 1912 nach der Scheidung der Eltern bei seinem Großvater in Deutschland. 1920 wurde er in Deutschland eingebürgert. Anfang der 1920er Jahre erfolgte seine Ausbildung zum Lehrer. 1924 kehrte er in die USA zurück. Dort arbeitet er bis 1928 in Automobilfabriken und studiert an Abendcolleges. Ab Februar 1928 lebte er als freier Autor in Berlin. Im selben Jahr heiratet er die Sekretärin Sophie Wloszczynski (1893–1987). Ab 1929 veröffentlichte er Artikel in der von Adam Kuckhoff geleiteten Zeitschrift Die Tat. Nach Eintritt in die KPD im selben Jahr arbeitete er im Feuilleton der Zeitung Die Rote Fahne mit. Hier lernte er Wilhelm Guddorf und Martin Weise kennen. Von März bis Juni 1933 war er durch die SA inhaftiert. Nach der Entlassung arbeitete er im kommunistischen Widerstand in Berlin-Neukölln und wurde hier zum Kristallisationspunkt verschiedener Gruppen. Seit Mitte der 1930er Jahre hatte er enge Kontakte zu Arvid Harnack und Adam Kuckhoff. Er beteiligte sich an Flugblattaktionen und politischem Informationsaustausch. Ab 1937 arbeitete er bei der Deutschen Reichsbahn als Supernumerar am Stettiner Bahnhof in Berlin, dort bestand auch eine Widerstandszelle der KPD (in der Güterabfertigung des Stettiner Bahnhofs). 1940 arbeitete er auf dem Bahnhof in Berlin-Lichtenberg, und zuletzt 1941 als Fahrdienstleiter am S-Bahnhof Papestraße.
Zusammen mit Herbert Grasse, Max Grabowski, Otto Grabowski und anderen gab er die illegale Zeitung Die Innere Front heraus und gehörte zusammen mit Wilhelm Guddorf und Adam Kuckhoff zum organisatorischen Zentrum der Berliner Gruppen der Roten Kapelle.
Er wurde am 11. Oktober 1942 um 05:45 Uhr auf dem Bahnhof Berlin-Tempelhof vorläufig festgenommen. Gleichzeitig erfolgte auch die Inhaftierung seiner Frau. Die Verhöre in der Gestapo-Zentrale Prinz-Albrecht-Straße trieben ihn am 15. Oktober 1942 zum Suizid: Er erhängte sich in seiner Zelle; bereits im Frühjahr 1942 hatte er Freunden erklärt, er sei im Falle der Festnahme zum Selbstmord entschlossen, um niemanden zu verraten.
Sophie Sieg, die ebenfalls im Oktober 1942 verhaftet worden war, wurde ohne Gerichtsverhandlung im Juni 1943 ins KZ Ravensbrück überführt, aus dem sie am 30. April 1945 durch die Rote Armee befreit wurde.

## Ehrungen
- Im Juni 1972 wurde im Neubaugebiet Frankfurter Allee Süd in Berlin-Lichtenberg eine Straße nach ihm benannt.[5]
- Vor dem Haus Jonasstraße 5a in Berlin-Neukölln wurde am 8. Oktober 2011 ein Stolperstein verlegt.

## Film
Der Dokumentarfilm Eisenbahner im Widerstand – 1940 bis 1945 von Hermann G. Abmayr berichtet auch über den Widerstandskampf von John Sieg.